# SN 2001V
SN 2001V – supernowa typu Ia odkryta 5 marca 2001 roku w galaktyce NGC 3987. Jej maksymalna jasność wynosiła 14,60m.